# Ameritulla
Genre
Ameritulla est un genre de collemboles de la famille des Tullbergiidae.

## Distribution
Les espèces de ce genre se rencontrent en Amérique du Nord.

## Liste des espèces
Selon Checklist of the Collembola of the World (version du 15 septembre 2019) :
- Ameritulla clavata (Mills, 1934)
- Ameritulla hades (Christiansen & Bellinger, 1980)
- Ameritulla obscura Bernard, 2016

## Publication originale
- Bernard, 2016 : Two new genera and five new species of Tullbergiidae (Collembola) from the southern Appalachian Mountains of North America, with redescription of Tullbergia clavata Mills. Zootaxa, no 4162(3), p. 451-478.